# Beaumont Saint-Cyr
Beaumont Saint-Cyr è un comune francese di 3 074 abitanti situato nel dipartimento della Vienne nella regione della Nuova Aquitania. È stato istituito il 1º gennaio 2017 con la fusione dei comuni di Beaumont e Saint-Cyr.